# Akazu
Akazu (Kinyarwanda: [ɑ.kɑ.zu]) era un'organizzazione estremista Hutu che contribuì al Genocidio del Ruanda nel 1994. Era una cerchia ristretta di amici e parenti del presidente Juvènal Habyrimana.

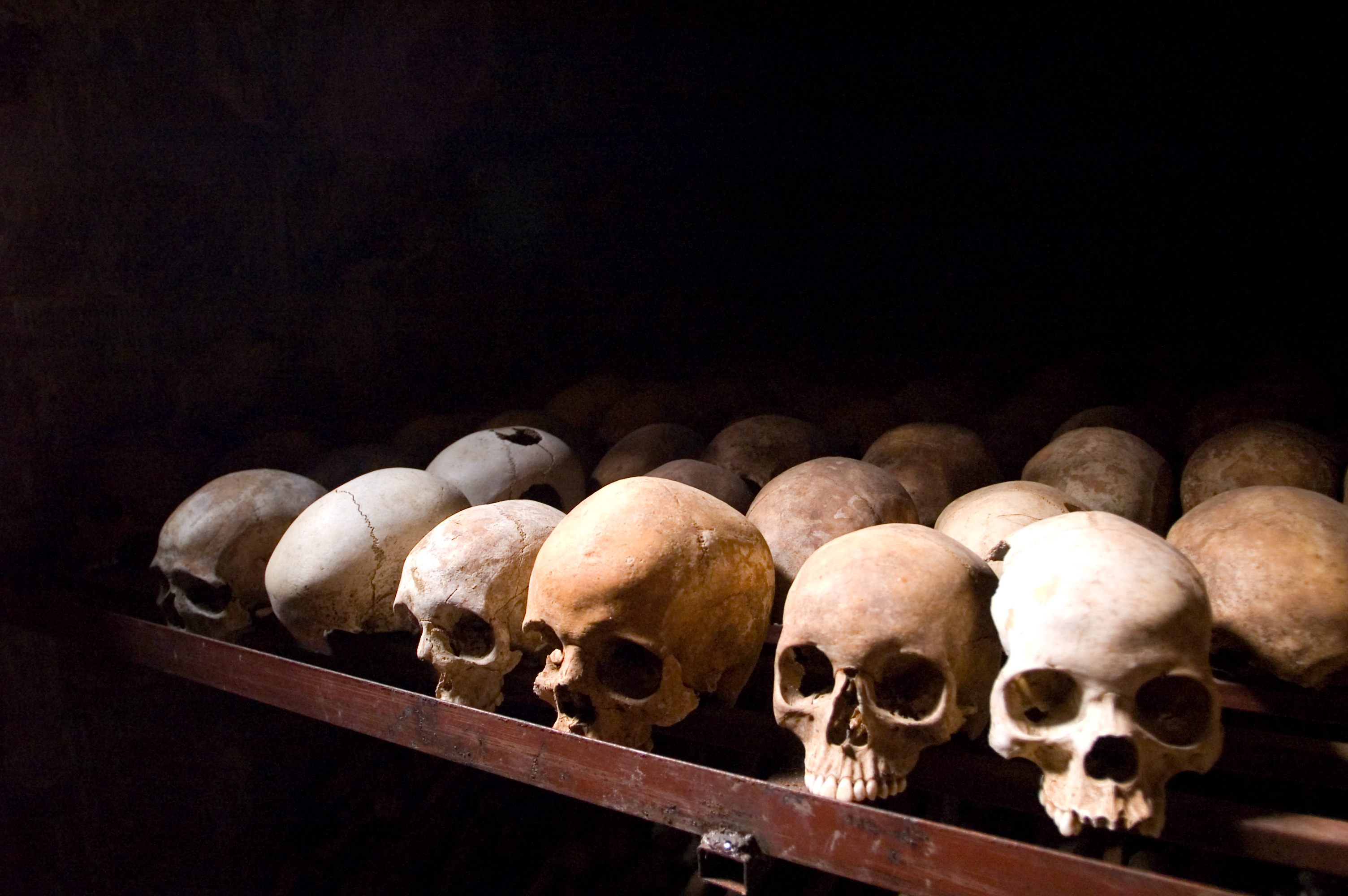
Memoriale di Nyamata

Venivano, anche chiamati, Rete Zero perché la loro finalità era quella di far estinguere i Tutsi dal Ruanda.

## Storia
Gli Akazu erano parenti di Habyarimana e di altri che conosceva dal suo distretto del Ruanda settentrionale; hanno ricoperto importanti incarichi di autorità nominati nel regime hutu.
Gli Akazu non volevano condividere il governo con i tutsi (in particolare i ribelli espatriati residenti in Uganda ) o gli hutu moderati. Hanno contribuito allo sviluppo dell'ideologia di Potere Hutu e alimentato il risentimento contro i tutsi durante gli anni '90.